# Alestopetersius tumbensis
Alestopetersius tumbensis is een straalvinnige vissensoort uit de familie van de Afrikaanse karperzalmen (Alestidae). De wetenschappelijke naam van de soort is voor het eerst geldig gepubliceerd in 1951 door Hoedeman.